# Тодорова, Милена
Милена Тодорова (болг. Милена Тодорова; род. 18 января 1998, Троян, Ловечская область) — болгарская биатлонистка. Призер чемпионата мира по биатлону среди юниоров. Участница Зимних Олимпийских игр 2018 года в Пхёнчхане и Пекине (2022).

## Биография
За взрослую сборную Болгарии дебютировала в сезоне 2017/2018 на Олимпиаде в Пхёнчхане. 5 декабря 2019 года Тодорова набрала свои первые кубковые очки, заняв 39-е место в индивидуальной гонке на этапе в шведском Эстерсунде. 27 января 2020 года болгарка завоевала серебро в индивидуалке на Чемпионате мира среди юниоров в швейцарском Ленцерхайде.
Болгарские биатлонистки 11 лет не могли попасть в гонку масс-старта до того, как Милена Тодорова смогла сделать это на чемпионате мира 2020 года.
Находится в отношениях с биатлонистом Владимиром Илиевым.

### Участие в Олимпийских играх
| Год  | Место проведения | Инд | Спр | Пр | МС | Эст | См |
| 2018 | Пхёнчхан         | —   | 84  | —  | —  | —   | —  |
| 2022 | Пекин            | 52  | 17  | 31 | —  | 18  | 19 |

### Участие в Чемпионатах мира
| Год  | Место проведения | Инд | Спр | Пр | МС | Эст | См | ОСм |
| 2019 | ЧМ Эстерсунд     | —   | —   | —  | —  | 20  | —  | —   |
| 2020 | ЧМ Антхольц      | 17  | 27  | 18 | 28 | 20  | —  | —   |
| 2021 | ЧМ Поклюка       | 54  | 48  | 58 | —  | 18  | 15 | 19  |